# Erik Lybecker
Erik Lybecker, född 7 februari 1698 på Wärnsta, Askers socken, död 1 april 1768 i Slädene socken, var en svensk friherre och militär.
Erik Lybecker var son till Georg Lybecker. Han blev 1716 musketerare vid Livagardet och 1718 fänrik, varpå han gick i fransk tjänst, där han 1723 avancerade till kapten. Återkommen till Sverige blev Lybecker 1736 löjtnant vid Livgardet, 1741 kapten och 1743 generaladjutent men trädde 1744 på nytt i fransk tjänst som kapten vid de la Marcks regemente. 1746 blev han fransk överste. återinträdd i svensk tjänst blev han 1749 överste för Västgöta-Dals regemente, 1757 generalmajor och 1762 generallöjtnant. Lybecker deltog i flera krig bland annat Pommerska kriget, där han en tid hade högsta befälet.